# Targhe d'immatricolazione nell'Unione europea

La membri dell'UE, con la lettera "I" per l'Italia.

Le targhe d'immatricolazione nell'Unione europea, ovvero le targhe automobilistiche degli Stati membri dell'Unione europea, sono basate su un formato comune introdotto dal Regolamento dell'Unione europea (CE) n. 2411/98 del Consiglio del 3 novembre 1998. In base a tale regolamento le targhe devono possedere una banda blu sulla sinistra della targa, che presenta la bandiera europea con le dodici stelle dorate insieme alla sigla automobilistica internazionale dello Stato in cui il veicolo è stato registrato
Inoltre sono in formato standardizzato, sia su sfondo bianco che giallo, con caratteri neri.. Le targhe con sfondo giallo sono utilizzate nei Paesi Bassi e nel Lussemburgo; in Francia fino al 2009 solo per quelle posteriori, mentre le anteriori erano bianche. Il Lussemburgo utilizza anche targhe di plastica, diversamente dalla maggior parte dell'UE, le cui targhe attuali sono in metallo. La Francia utilizza targhe in plastica o in metallo a discrezione del fabbricante (nel Paese la produzione di targhe non è infatti centralizzata). La Danimarca utilizza le targhe gialle per veicoli registrati come veicoli commerciali, la Svezia per i taxi. Il Belgio si distingue per i caratteri rossi su fondo bianco.
Per convenzione, in precedenza i veicoli dovevano esporre l'ovale con il codice internazionale dello Stato sulla parte posteriore del mezzo quando esso circolava in Paesi stranieri, ma questa regola non è sempre stata osservata. Con il formato delle targhe europee, l'ovale non è più richiesto, dato che la sigla nazionale si trova direttamente all'interno della targa.

## Sistemi di codici
Diversi stati membri hanno fatto sforzi per evitare l'emissione di targhe uguali, esistono comunque complicazioni dovute a multe o a foto effettuate da autovelox o telecamere, per il fatto che targhe di stati esteri possono assomigliare molto alle targhe in uso nello stato membro in cui è stata infranta la legge.
- Svezia, Estonia, Finlandia, Lituania, Malta e Cipro utilizzano combinazioni di tre lettere e tre cifre. In origine vi era un modo informale di impedire la duplicazione, almeno tra Svezia e Finlandia: le targhe svedesi iniziavano con lettere dalla "A" alla "L" (eccetto la "I"), mentre la Finlandia utilizzava le lettere dalla "T" alla "Z" più la "I". In seguito la Svezia ha iniziato a utilizzare lettere una volta riservate alla Finlandia.
- La Danimarca utilizza due lettere e cinque cifre. Le targhe sono molto simili a quelle della Norvegia, stato extracomunitario, ma quelle danesi hanno il contorno rosso. L'uso della sigla automobilistica internazionale può alleviare il problema, imposto per legge dalla Norvegia dal 1º novembre 2006 e dalla Danimarca dal 2009.
- In Francia, dal 2009, è stato introdotto un nuovo sistema di numerazione, del tipo "AA-123-AA", analogo a quello già in vigore in Italia dal 1994; i due sistemi differiscono per il numero 000 (assente in Francia) e l'uso di alcune lettere, inoltre nel sistema francese si usano diversi tipi di caratteri e le tre parti sono separate da trattini. In Italia sono escluse le lettere "I", "O", "Q" e "U" per evitare confusione con i numeri 1 e 0, e la combinazione di lettere "EE" per evitare confusione con la serie speciale "escursionisti esteri" (concessa esclusivamente ai veicoli «importati temporaneamente o nuovi di fabbrica acquistati per l’esportazione»).[2]

## Diversi sistemi di numerazione
I singoli Stati dell'Unione europea utilizzano diversi schemi di composizione e diverse forme di caratteri:
- La maggior parte dei Paesi, tra cui Germania, Polonia, Romania, Bulgaria, Austria, Repubblica Ceca, Slovenia, Croazia e Irlanda hanno una numerazione che collega direttamente la targa all'ente locale in cui il veicolo è stato registrato (come "B" e "M" in Germania per Berlino e Monaco di Baviera, "W" in Austria per Vienna, "D" in Irlanda per Dublino o la lettera "A" in Repubblica Ceca per il distretto di Praga). In Germania e Austria viene esposto sulla targa lo stemma locale del land di registrazione, mentre in Croazia viene esposto lo stemma nazionale.
- La Grecia utilizza un sistema con una relazione indiretta all'area di immatricolazione del veicolo.
- Italia, Francia, Svezia, Danimarca, Finlandia, Portogallo, Slovacchia, Ungheria, Spagna, Belgio, Paesi Bassi, Cipro e i Paesi baltici utilizzano targhe che non identificano il luogo di registrazione. In Italia nonostante si sia adottato un unico sistema di numerazione nazionale, sulla banda azzurra destra può essere riportato sia l’anno di immatricolazione (ultime due cifre) all'interno di un cerchio color oro posizionato in alto, sia, in basso, la sigla della provincia di immatricolazione (per la regione Valle d'Aosta e le province autonome di Bolzano e Trento la sigla provinciale è accompagnata dal relativo stemma); queste indicazioni facoltative non sono stampate, ma riportate su adesivo. Similmente, per le targhe francesi, nella banda azzurra a destra sono posizionati in alto il simbolo della regione e in basso il numero del dipartimento, la cui indicazione è obbligatoria, ma è possibile indicarne uno diverso da quello di residenza o immatricolazione.

## Elenco
| Stato membro | Sigla | Banda | Esempio | Targa moto | Targa ciclomotore |
| ------------ | ----- | ----- | ------- | ---------- | ----------------- |
| Austria      | A     |       |         |            |                   |
| Belgio       | B     |       |         |            |                   |
| Bulgaria     | BG    |       |         |            |                   |
| Cipro        | CY    |       |         |            |                   |
| Croazia      | HR    |       |         |            |                   |
| Danimarca    | DK    |       |         |            |                   |
| Estonia      | EST   |       |         |            |                   |
| Finlandia    | FIN   |       |         |            |                   |
| Francia      | F     |       |         |            |                   |
| Germania     | D     |       |         |            |                   |
| Grecia       | GR    |       |         |            |                   |
| Irlanda      | IRL   |       |         |            |                   |
| Italia       | I     |       |         |            |                   |
| Lettonia     | LV    |       |         |            |                   |
| Lituania     | LT    |       |         |            |                   |
| Lussemburgo  | L     |       |         |            |                   |
| Malta        | M     |       |         |            |                   |
| Paesi Bassi  | NL    |       |         |            |                   |
| Polonia      | PL    |       |         |            |                   |
| Portogallo   | P     |       |         |            |                   |
| Rep. Ceca    | CZ    |       |         |            |                   |
| Romania      | RO    |       |         |            |                   |
| Slovacchia   | SK    |       |         |            |                   |
| Slovenia     | SLO   |       |         |            |                   |
| Spagna       | E     |       |         |            |                   |
| Svezia       | S     |       |         |            |                   |
| Ungheria     | H     |       |         |            |                   |